# Olsen-bandens store kup
Olsen-bandens store kup er en dansk film fra 1972, den fjerde af de i alt fjorten Olsen-banden-film. Filmen er instrueret af Erik Balling efter et manuskript af Balling og Henning Bahs.
Filmen er også blevet lavet som tegneserie.

## Handling
Egons kup (røveri af en pengetransport) lykkes helt efter planen, men til gengæld dukker Olsen-Bandens fjender op, Kongen og Knægten, samt Knægtens søster. Filmens hovedtema er således Olsen-Bandens kamp om pengene mod disse tre fjender, samt imod politimanden Mortensen, der som sædvanlig ikke kan få ram på Olsen-Banden, men kun opnår at gøre sin chef, Politidirektøren (denne gang Bjørn Watt Boolsen), til grin igen og igen.
Nogle af de elementer, der kommer til at gå igen i flere af de efterfølgende film røde tråd, begynder hér i den fjerde film at tage form. F.eks. er Kjeld, Yvonne og Børge nu flyttet til deres faste bolig på Asta Nielsen Stræde i Valby, Yvonne begynder at blive lettere dominerende, og flere af de faste udtryk banden imellem dukker også op.
Dog er filmens humor stadig delvis i den gamle falde-på-halen-kategori, f.eks. med de noget fjollede politifolk. 

## Medvirkende
- Ove Sprogøe        – Egon Olsen
- Morten Grunwald    – Benny Frandsen
- Poul Bundgaard     – Kjeld Jensen
- Kirsten Walther    – Yvonne Jensen
- Jes Holtsø         – Børge Jensen
- Arthur Jensen      – "Kongen" (Victor Emanuel Jensen)
- Poul Reichhardt    – "Knægten" (Emil Boldoni)
- Jesper Langberg    – Kriminalbetjent Mortensen
- Bjørn Watt Boolsen – Politichefen
- Annika Persson     – Sonja, knægtens søster
- Asbjørn Andersen   – Højesteretssagfører Hubert
- Helle Virkner      – Højesteretssagførerens hustru
- Gotha Andersen     – Bademester
- Karl Stegger       – Tjener
- Bertel Lauring     – Tjener
- Søren Strømberg    – Tv-speaker
- Poul Thomsen       – Pilot
- Poul Glargaard     – Pilot
- Jørgen Beck        – Overtjener
- Holger Vistisen    – Receptionist
- Solveig Sundborg   – Naboen til Kjeld og Yvonne
- Ove Verner Hansen  – Købmand
- Bent Warburg       – Tv-regissør
- Claus Ryskjær      – Ekspedient i en tøjbutik
- Ernst Meyer        – Bankfuntionær
- Bjørn Spiro        – Bankchauffør
- Gert Bastian       – Bankchauffør
- Søren Rode         – Fremmedarbejder
- Bent Vejlby        – Lufthavnsbetjent
- Edward Fleming     – Lufthavnsbetjent
- Bent Thalmay       – Bud fra tøjbutik
- Jens Okking        – Over-opvasker
- Henrik Wiehe       – Mand i flyet
- Anton Kontra       – Violinist
- Tage Grønning      – Violinist
- Poul Gregersen     – Bassist
- Kay Killian        – Pianist
- Gunnar "Nu" Hansen – Kommentator til fodboldkamp

## Filmplakat
Filmplakaten til Olsen-bandens store kup er en dominerende rød plakat med et spotlight i midten, der oplyser de tre medlemmer af banden som er gengivet i farver. I baggrunden er der afbildet nogle af birollerne som Yvonne, Kongen & Knægten og Sonja, men kun tegnet op med en sort streg. Alle medlemmerne af Olsen Banden kigger hen mod lyset, lygten der lyser på dem er formodentlig fra politiet. Det tyder på at de nu igen er på spil og at politiet nu igen er efter dem. Som man ved fra titlen er dette deres store kup, hvilket også indikeres på plakaten, med den stærke røde farve og spotlightet. Man kan se at medlemmerne i Olsen Banden er i gang med at bryde ind i et pengeskab. De står hver især med hver sin ting. Egon står med planen i hånden og det er ham der bestemmer. Kjeld står med en boremaskine og Benny står med en koben, de har dermed også indtaget deres pladser i gruppen, da de altid er dem som udføre Egons plan.

## Ekstern henvisning
- Olsen-bandens store kup på Internet Movie Database (engelsk)
- Olsen-bandens store kup på Filmdatabasen
- Olsen-bandens store kup på danskefilm.dk
- Olsen-bandens store kup på danskfilmogtv.dk
- Olsen-bandens store kup på Scope
- Olsen-bandens store kup i Svensk Filmdatabas (svensk)
- Olsen-bandens store kup på MovieMeter (nederlandsk)
- Olsen-bandens store kup på AllMovie (engelsk)
- Olsen-bandens store kup på Turner Classic Movies (engelsk)
- Olsen-bandens store kup på The Movie Database (engelsk)
- Speciel side af Olsen-bandens store kup (1972) (tysk)
- Olsen-Banden-lokationer